# Исчезновение мальчика из Сомосьерры

Хуан Педро Мартинес Гомес накануне исчезновения, 1986

Исчезновение мальчика из Сомосьерры — загадочное исчезновение тела десятилетнего мальчика Хуана Педро Мартинеса Гомеса (исп. Juan Pedro Martínez Gómez), известного как «мальчик из Сомосьерры» (исп. «El Niño de Somosierra»), с места аварии, где погибли его родители, перевозившие цистерну с серной кислотой, 25 июня 1986 года. Интерпол отмечает это происшествие среди самых сложных для разрешения и таинственных исчезновений в Европе на протяжении последних десятилетий. Об исчезновении мальчика годами писали испанские средства массовой информации. Среди публикаций: большая статья 2016 года в издании El Español, статьи в газете El País и еженедельнике El Caso, в журнале криминальных расследований Interviu.
В 2011 году Руй Гонсалес Мартин опубликовал книгу «Мальчик из Сомосьерры». Писатель и журналист Икер Хименес посвятил этому происшествию целую главу своей книги о нераскрытых преступлениях в Испании. Исследователи-криминалисты и журналисты проводят параллели этого события с исчезновением тринадцатилетнего художника Давида Герреро Гевары, которое произошло в апреле 1987 года в Малаге. Для различных каналов испанского телевидения были сняты несколько документальных фильмов и телепередач, рассказывающих о попытках полиции разгадать тайну исчезновения Хуана Педро.

## Обстоятельства исчезновения

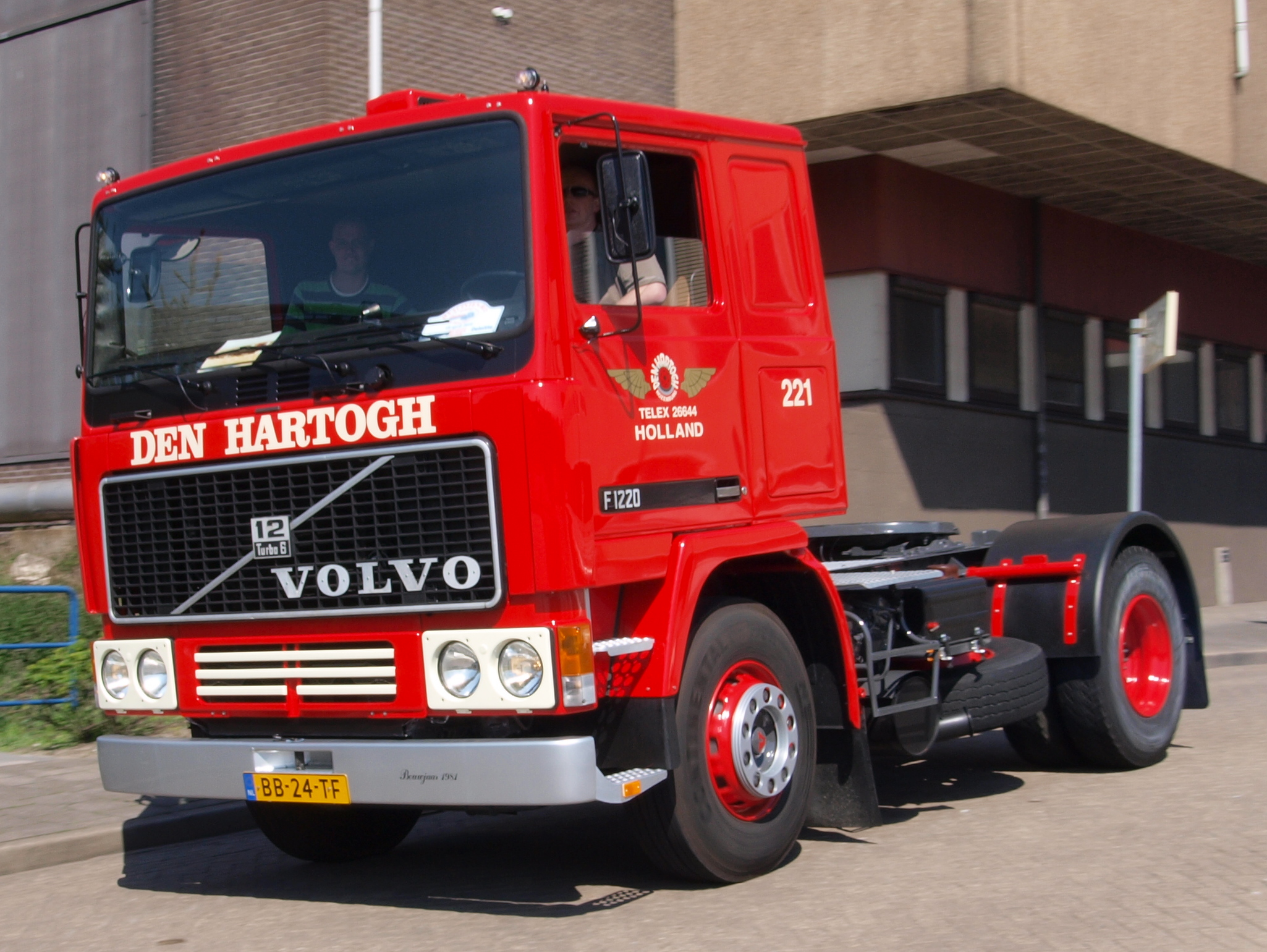
Volvo F12-4X2 (1981)

Хуан Педро родился 1 января 1976 года, на момент исчезновения его рост составлял 1,55 метра, масса — 65 кг, у него были тёмные глаза и чёрные волосы.
Отец Хуана Педро, Андрес Мартинес Наварро (исп. Andres Martínez Navarro) из города Фуэнте-Аламо-де-Мурсия на юге Испании, был водителем и владельцем грузовика Volvo F12. В июне 1986 года он должен был перевезти 20 тысяч литров серной кислоты (по другой версии — даже 25 000 литров) 98 % концентрации из района Мурсии в город Бильбао в провинции Бискайя для местной нефтехимической компании. Средства массовой информации делали акцент, что в отличие от грузовика, который принадлежал самому водителю, Андрес не был владельцем цистерны с кислотой, которую ему предстояло доставить.
24 июня 1986 года, примерно в 7 часов вечера, он выехал на грузовике из города Картахена. С водителем находились жена, Кармен Гомес Легас (исп. Carmen Gómez Legaz), и десятилетний сын, Хуан Педро. Мальчик закончил учебный год с хорошими оценками, за это отец пообещал взять его с собой в поездку. Супруга должна была присматривать за сыном. Кроме того, 24 июня 1986 года был также днём святого покровителя мальчика, поездка была и подарком ему на именины. Первая остановка была сделана после дозаправки у кафе «Вента дель Оливо», в нескольких километрах от местечка Сьеса. Вторая остановка была сделана в 0:12 в городе Лас-Педроньерас, где грузовик припарковался в зоне отдыха. Работники АЗС видели Андреса Мартинеса и его спутников сразу после полуночи. Через некоторое время грузовик возобновил своё движение по Национальному шоссе № 301. На шоссе было мало автомобилей, поэтому вскоре он достиг Мадрида. Уже почти в 3 часа ночи грузовик прибыл на бензоколонку «Лос-Анхелес» у въезда в столицу Испании. Последний раз семью видели в придорожном баре Эль Маньи примерно в 5:30 25 июня 1986 года у гостиницы «Арагон». Андрес и Кармен заказали себе кофе, а Хуану Педро — молоко с печеньем. Признаков тревоги или огорчения на лицах членов семьи не было. Официант (Фелипе Альгамбра) видел, как их грузовик уехал с места парковки. Официант хорошо запомнил мальчика и описывал его полицейским совершенно отчётливо, объяснив, что был удивлён тем, как ребёнок этого возраста согласился носить в такое тёплое время свитер, а также отметив показавшиеся ему странными красные брюки и одежду мальчика.
В 6 часов грузовик подъехал к Сомосьерре — горному перевалу, расположенному к северу от Мадрида. Машина Андреса неожиданно понеслась со скоростью 140 километров в час по горной дороге Национальное шоссе I (иногда называется скорость 120 км/ч, при этом ограничение скорости было всего 90). На 95-м километре машина Гомеса перевернулась (всего в аварии пострадали четыре грузовика). В заднем отсеке цистерны, где находилось предупреждение о присутствии легковоспламеняющейся жидкости, было серьёзное повреждение и оттуда вытекала широкая струя бесцветной жидкости. Серная кислота разлилась на обочине, при соприкосновении с росой произошло выделение большого количества тепла. Прибывшим спасателям пришлось сначала нейтрализовать кислоту, чтобы она не попала в протекающую рядом реку Дуратон. Для этого были доставлены 15 000 кг извести. Новость об аварии регулярно транслировалась по испанскому телевидению (канал TVE). Уже после расчистки территории в разбитом грузовике нашли два трупа — Андреса и Кармен. Вскоре после этого был получен звонок от матери водителя, в котором сообщалось, что в машине также ехал сын водителя грузовика (полицейские были потрясены, услышав от бабушки сквозь слезы: «Пожалуйста, скажите мне, что, по крайней мере, мой внук здоров!»). Следователи осмотрели кабину, но ребёнка не было. В подтверждение его присутствия в кабине нашли кассету с детскими песнями и детскую одежду. Тело Хуана Педро не было обнаружено.

## Версии исчезновения мальчика
Существует большое количество версий, которые пытаются дать ответ о судьбе Хуана Педро.

### Версии гибели мальчика в результате несчастного случая
- Убедительных свидетельств, что в момент аварии мальчик находился в грузовике, не было. Грузовик был перевезён в мадридский муниципалитет Кольменар-Вьехо, где началось расследование. После нового детального осмотра кабины в течение нескольких часов найдена была только одна из пары резиновых кроссовок. В поисках останков были проверены песок и известь под грузовиком, которыми нейтрализовали кислоту[1]. Одна из версий, пытающихся объяснить отсутствие тела и одновременно настаивающих на гибели Хуана Педро, гласит, что тело мальчика могло полностью разложиться под воздействием кислоты. Эту версию отстаивал, в частности не названный по имени в СМИ эксперт из отдела химии Института Высшего совета научных исследований (исп. Instituto del Consejo Superior de Investigaciones Cientificas)[11]. Другие химики (например, известный учёный-химик Альберто Боррас[13]) отрицали эту версию, так как воздействию кислоты не могли подвергнуться волосы и ногти, да и для распада тела требуется целых две недели. Чтобы подтвердить мнение эксперта, большой кусок мяса с костями поместили в серную кислоту. Только через пять дней кости начали разлагаться. Это подтверждало невозможность разложения тела мальчика за короткий промежуток времени до прибытия полиции[1].

- Ещё один эксперт сообщил еженедельнику El Caso[исп.], что полуразложившееся тело ребёнка, вероятно, было погребено под слоем земли, перемещение которой было вызвано опрокидыванием грузовика. Собаки, по его мнению, не смогли обнаружить останков из-за удушающего загрязнения окружающей среды. Экскаватор в присутствии Гражданской гвардии снял целый слой земли в поисках органических останков. Эта версия также не подтвердилась[1].

### Криминальные версии
- Исследуя грузовик, полиция пришла к выводу, что тормоза были исправны. Это вызывало вопрос, почему тогда грузовик двигался с большой скоростью. Тахограф отметил, что Андрес останавливал свой грузовик 12 раз в течение тех 20 минут, пока он поднимался в гору (16 километров[14]). Другие водители грузовиков утверждали, что нет никакой необходимости останавливаться на горном перевале не то что двенадцать, а даже один раз. Остановки делались примерно на десять — пятнадцать секунд, которые не могли использоваться для удовлетворения каких-либо физиологических потребностей и тем более для ремонта неких механических повреждений грузовика[1]. Последняя остановка была самой длинной, целых полминуты, и именно после этого Андрес ускорил движение грузовика и потерял контроль над ним. Согласно этой теории, за эти 30 секунд ребёнок был украден, поэтому его не было в грузовике во время аварии[11]. Одна из версий, пытающихся объяснить загадочные остановки, утверждает, что Хуан Педро был похищен и его отец преследовал похитителей своего сына, по другой версии, он сам уходил от преследования неизвестными, целью которых было забрать мальчика у родителей. Преследователь в последнем случае, вероятно, похитил Хуана Педро уже после аварии, но ещё до приезда полиции[1].

- Некоторые водители, ставшие свидетелями аварии, рассказывали о загадочном белом фургоне Nissan Vanette. Его присутствие также подтвердили два пастуха, оказавшиеся в том месте в момент аварии. Они рассказали полиции, что видели сидевших в нём иностранцев. Это были мужчина с усами и длинными волосами и высокая блондинка, похожая на жительницу Скандинавии, приехавшие в этом белом фургоне (некоторые утверждали, что в автомобиле сидела и ещё одна женщина — пожилая, которая его не покидала[11]). Блондинка, по убеждению свидетелей, была медсестрой (по одной версии, она представилась медсестрой, чтобы её пропустили к грузовику[15], по другой — находившиеся в белом фургоне были одеты санитарами[16]). Мужчина и его спутница-блондинка забрались в кабину грузовика и что-то оттуда взяли. Возможно, это были личные вещи родителей или Хуан Педро. В другой интерпретации этой версии Хуан Педро мог выжить в аварии и сам выбраться из грузовика. В поисках помощи он мог встретиться с иностранцем и блондинкой. Пара попыталась доставить его в больницу, но по пути туда мальчик умер. Иностранцы, не желая впутываться в сложности отношений с испанской полицией, спрятали тело[1]. Полиция нашла и опросила всех владельцев белых фургонов марки Nissan Vanette, однако результата это не принесло[17].

- Через год после начала расследования произошла смена судьи. На смену Марии Риера пришла Мария Долорес Руис Рамос. Она отдала приказ заново обыскать цистерну. В 1987 году в СМИ появилась информация о том, что в одном из трёх её отсеков с серной кислотой был найден пакет с героином, два из отсеков к моменту аварии были заполнены серной кислотой, третий же был пустым[14]. Гражданская гвардия обнаружила спрятанный наркотик в пакете, обёрнутом белым холстом и в пластиковой упаковке. В 1980-е годы в Испании существовали преступные организации, которые использовали перевозку опасных грузов для перемещения наркотиков из пунктов на средиземноморском побережье юго-востока страны в другие районы полуострова. Ходили упорные слухи о том, что и Андрес занимался контрабандой наркотиков. Семья пыталась остановить распространение таких слухов, утверждая, что: «Андрес не был вовлечён добровольно в упомянутый бизнес». Родственники, однако, допускали, что это могло произойти под влиянием сложившейся в семье финансовой ситуации. Андрес Мартинес Наварро приобрёл подержанный грузовик за пять миллионов песет, которые планировал уплатить в рассрочку. За два месяца до аварии ему пришлось отремонтировать коробку передач и тормоза, что обошлось ему ещё в 700 000 песет. Образовался значительный долг, который нужно было платить. По этой причине существовала возможность того, что люди, которые знали критическую ситуацию с финансами в семье, воспользовались ей, предложив перевозку наркотиков. На одной из странных остановок в пути, которые Андрес совершил, он, возможно, был вынужден передать своего сына в качестве гарантии, что доставит пакет с героином в конечный пункт назначения[1].

- Версия с наркотиками имеет и другой вариант. Семья Андреса сообщила, что в течение нескольких недель Андрес получал угрозы от неизвестных, которые требовали, чтобы он работал на них как перевозчик наркотиков. В этом случае факт, что ребёнок ехал с родителями (прежде никогда ничего подобного не происходило), стал бы интерпретироваться как попытка защитить его, взяв с собой в путешествие, где он будет под постоянным присмотром[11]. Наркоторговцы потребовали от Андреса перевезти товар, а когда он отказался, похитили Хуана Педро в дороге, чтобы заставить его отца выполнить поручение. «С самого начала нам было совершенно ясно, что мальчик не путешествовал в грузовике, ребёнок был в другом транспортном средстве, так как наркоторговцы взяли его в качестве гарантии против воли его отца», — на этом настаивал генерал гражданской гвардии Хосе Луис Пардос, руководивший операцией по спасению и поискам мальчика. На этой же версии настаивали и члены семьи исчезнувшего мальчика, её пресс-секретарь заявил: «Они взяли в заложники малыша… Рядом с местом аварии был полицейский контрольно-пропускной пункт. Ясно, что торговцы наркотиками вынуждены были остановить грузовик и взяли ребёнка в заложники, чтобы заставить отца осуществить транспортировку наркотиков». Затем произошла авария, на время она спасла мальчику жизнь, но он оставался в руках группы наркоторговцев и был неудобным свидетелем, которого вскоре можно было бы легко и незаметно устранить. Бабушка ребёнка по материнской линии, Мария Легас, с подозрением отнеслась к этой версии. Она заявила: «Не знаю. Мой зять, даже если бы на него был нацелен пистолет, предпочёл бы быть убитым, а не отдать своего обожаемого ребёнка»[1].

### Версии о спасении мальчика
- Высказывались предположения, что по дороге родители оставили мальчика у своих родственников, которых навестили по пути. Эта версия, однако, не получила подтверждения. Родственников или близких знакомых в этом районе у родителей мальчика не оказалось[17].
- Одна из версий этой теории предполагает, что Хуан Педро получил ожоги кислотой и пошёл к реке, чтобы промыть обожжённые участки тела. Если бы он потерял сознание и умер по пути, то его бы без труда нашли. С помощью Красного Креста в окрестностях места аварии были проведены поиски. Более десяти тысяч человек приняли участие в работе по прочёсыванию всей прилегающей к месту происшествия территории. При свете фонарей тщательно изучали кусты, овраги, насыпи, ручьи в радиусе 30 километров, власти подключили к поискам вертолёты и обученных собак. Так как не было обнаружено тела мальчика, то это породило надежду, что мальчик жив[1]. Через два года ребёнок, похожий на Хуана Педро Мартинеса Гомеса и даже одетый в такую же одежду, какая была на нём во время аварии, был замечен в окрестностях Бадахоса. С тех пор полиция получила несколько сообщений о том, что подросток, одетый в одежду красного цвета, появлялся рядом с дорогой на окраинах разных городков. Все они находятся рядом с Сомосьеррой[9]. Большой интерес полиции вызвали показания деревенской девочки, жившей рядом с Альбуркерке, которая утверждала, что случайно встретилась со скрывающимся на окраине города от окружающих мальчиком в возрасте около десяти лет. Она утверждала, что в течение трёх дней поддерживала с ним отношения и приносила ему пищу. По её словам, мальчик был голоден и грязен. Допросы девочки показали, что история полностью выдумана и не имеет реальной основы[18].

Владелец автошколы в центре Мадрида в 1987 году сообщил полицейским, что пожилая слепая женщина-иранка зашла в его мастерскую, чтобы выяснить местонахождение посольства США. Её сопровождал в качестве проводника мальчик десяти или одиннадцати лет, который говорил с акцентом, напоминающим андалузский, и казался, по его словам, «немного не в себе». Свидетель заявлял, что этот подросток был похож на Хуана Педро, а слепая иранка может быть пожилой женщиной, сидевшей в Nissan Vanette, которую видели свидетели на месте происшествия.
Сразу после исчезновения мальчика его бабушки и дедушки со стороны отца и матери начали широкую поисковую кампанию. За короткое время они истратили два миллиона песет на его розыск по всей территории страны. Они разместили 85 000 плакатов на улицах и в первую очередь на фасадах школ, городских служб и почтовых отделений. Они также наняли известного в Испании частного детектива Хорхе Коломара, который специализировался на поисках исчезнувших людей, но результатов это не принесло. Известно, что родственники получали телефонные звонки, неизвестные на другом конце телефонной линии настойчиво требовали прекратить поиски. Судьба мальчика до настоящего времени неизвестна.